# Strandpopulier

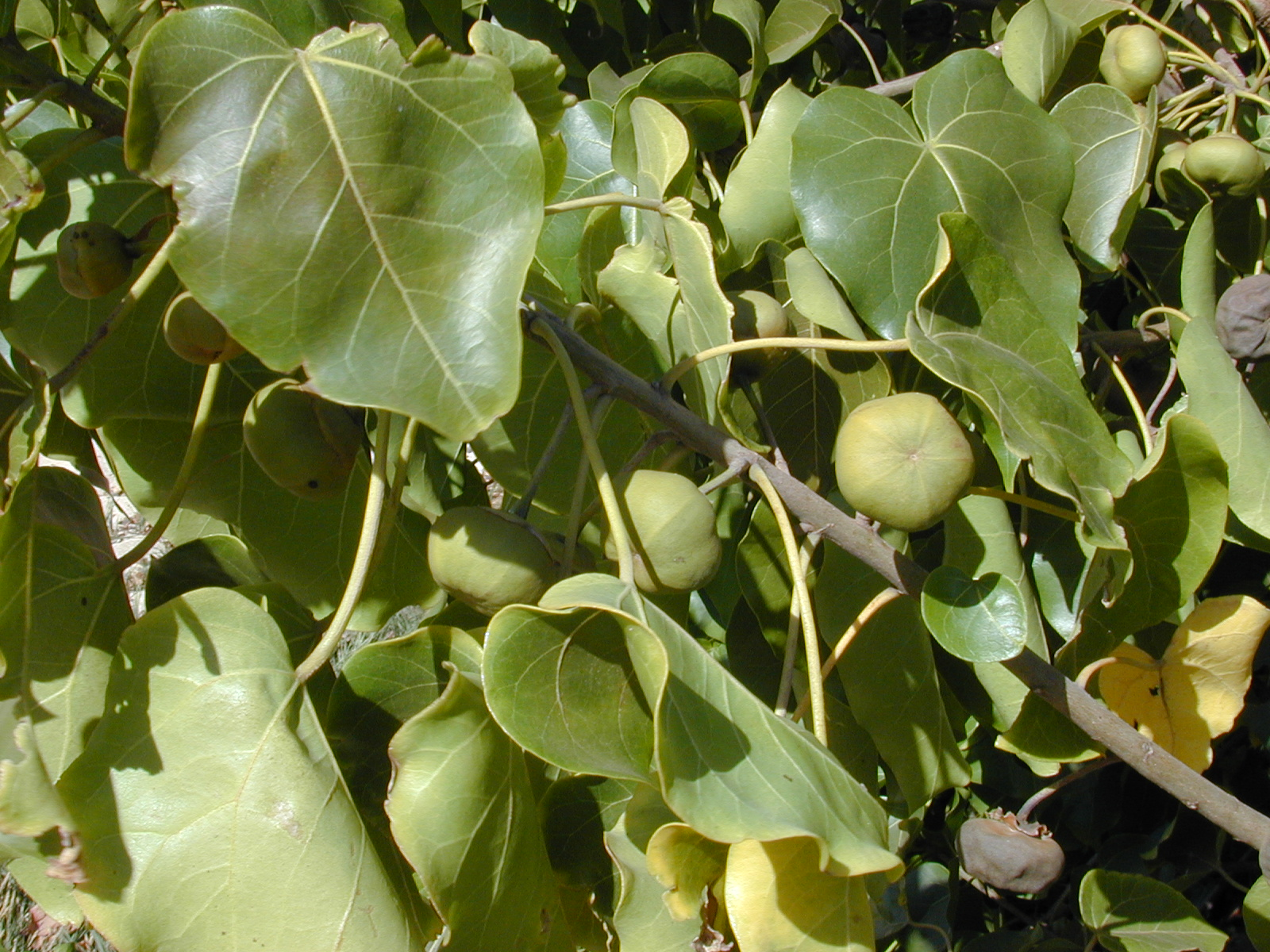
Takken met bloemknoppen.

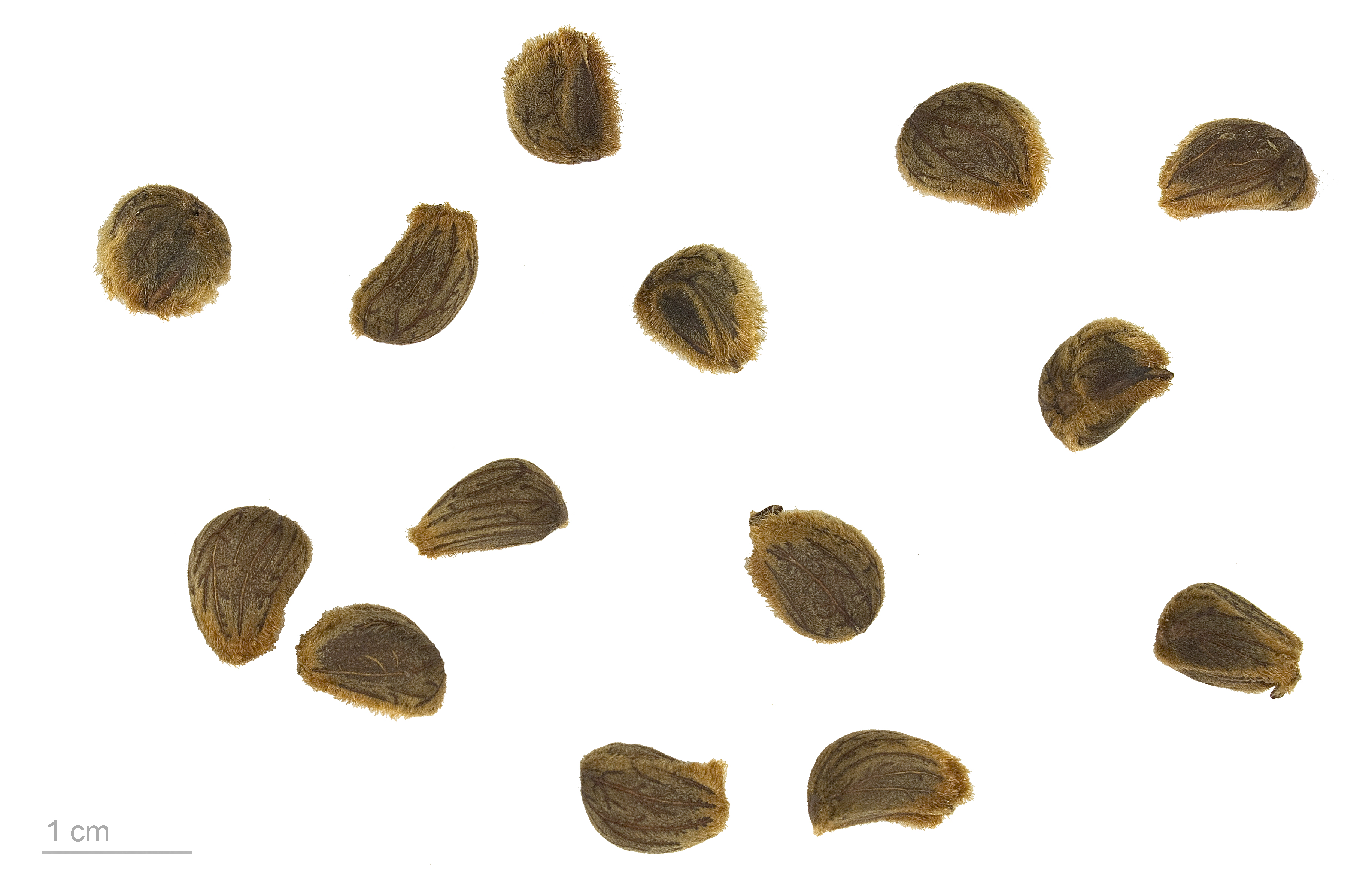
Zaden van de strandpopulier.

De strandpopulier (Thespesia populnea) is een kleine boom of struik die een hoogte kan bereiken van 5 tot 10 meter (soms tot 20 meter). Ze komt voor in veel tropische kustgebieden. Ze is verwant met de waroeboom (Hibiscus tiliaceus), Ilima (Sida fallax) en Katoen (Gossypium).

## Naamgeving
De naam Thespesia betekent 'goddelijk uitgevaardigd' en werd bedacht door Daniel Solander toen deze de plant zag op Tahiti aan boord van het schip van James Cook. De plant was namelijk heilig voor de Tahitianen, die de plant aanplanten bij aanbiddingsplaatsen.
De naam varieert per regio:
- Portia tree (algemene Engelse benaming)
- Indian Tuliptree
- Polynesian Rosewood of Pacific Rosewood
- Baru Baru, Baru Laut of Bebaru (Maleis)
- Milo (in Hawaï)
- Miro (Pitcairnees) - niet te verwarren met de gelijknamige  plant
- Coast Mahoe (in Florida).
- Pappelblätriger Eibisch (Duits)
- Cremón (Spaans)
- En nog meer dan 100 namen

## Groeiwijze
Het is een mangroveachtige snelgroeiende groenblijvende plant die houdt van veel zon en een vochtige grond en groeit vaak in de buurt van de zee, alhoewel de plant ook boven de 200 meter voorkomt. Jonge planten zijn vaak dichte struiken. Als de plant ouder wordt dunt deze echter uit en wordt steeds opener.
De plant heeft hartvormige bladeren en komvormige gele bloemen. Elke bloem heeft een kastanjekleurig oog dat langzamerhand purperkleurig wordt. De plant bloeit meerdere malen per jaar.

## Voortplanting en verspreiding
Na de korte bloei vormt de plant zaaddoosjes van 8 zaden elk, die na de rijpingsperiode openspringen.
De plant is wijdverspreid in tropische gebieden langs de zee in Afrika, Noord- en Zuid-Amerika, Zuid-Azië, Micronesië en Polynesië. In Florida wordt de plant gezien als een plaag, omdat hij zich zeer snel verspreidt en inheemse planten verdringt.
Wetenschappers denken nu dat de plant van oorsprong alleen voorkwam in de tropen van de Oude Wereld. Op veel Pacifische eilanden is de plant misschien ook inheems, maar dit valt niet met zekerheid te zeggen, omdat de Polynesiërs de plant mogelijk meenamen toen ze zich verspreiden over de eilanden, vanwege de bruikbaarheid van het hout en de vezels van de plant.
Op veel plaatsen waar de plant oorspronkelijk veel voorkwam, is deze later grotendeels verdwenen. De plant werd in het verleden vaak verwijderd in de buurt van katoenvelden, omdat het een schuilplaats was voor de Dysdercus decussatus (Cotton Stainer Bug).

## Gebruik

### Eetbaarheid
De vruchten, bloemen en jonge bladeren van de plant zijn eetbaar.

### Medicinaal gebruik
Traditioneel
De bast van de stamtakken uit de grond wordt in India gebruikt om huidziekten te behandelen en op Mauritius voor de behandeling van Aambeien en Dysenterie. In Zuid-India worden de bladeren gebruikt voor het behandelen van opgezwollen of ontstoken gewrichten. De jonge vruchten scheiden een geel plakkerig sap af wanneer ze worden afgeplukt, dat wordt gebruikt voor het behandelen van ringworm en andere huidziekten. De wortels worden wel gebruikt als tonic.
Modern
Tegenwoordig wordt de werking van de plant op hoge bloeddruk onderzocht.

### Andere vormen van gebruik
Het hout is erg sterk, termietbestendig en door zijn structuur en olierijkheid goed te polijsten en te verwerken tot gebruiksvoorwerpen. Omdat de takken nogal grillig groeien en brede takken weinig voorkomen zijn het vaak kleine gebruiksvoorwerpen.
Het hout van de plant wordt op de Pitcairneilanden veel gebruikt voor het maken van keramieken souvenirs voor toeristen. De plant is op Pitcairn zelf daardoor verdwenen en de bewoners van dat eiland trekken nu naar de andere eilanden in de archipel, zoals Henderson om daar het hout te halen. Ecologen kwamen er echter achter dat ook op de andere eilanden de plant op die manier bezig is te verdwijnen en hebben restricties opgesteld. Op het eiland Ducie is een plantage aangelegd om de plant opnieuw aan te planten.
Ook op Hawaï worden er houtsnijwerken van gemaakt. Vooral de umeke 'ai schalen die gebruikt worden in een lokale traditie van de Kanaka Maoli (inheemse Hawai'i), waarbij de schaal gevuld wordt met Poi (gemaakt van Taro). Andere gebruikswaarden in het verleden omvatten de aanplant voor schaduw, zoals bijvoorbeeld bij landbouwpercelen (in India bij koffie- en theeplantages). Ook werd de plant gebruikt voor het maken van touw, dat echter van mindere kwaliteit is dan andere planten op de eilanden, zoals Hau en Olona)en het verven van haar (gele kleur van de bloem en een rode kleur van de bast en het harthout). De plant geeft verder olie, tannine en gom af. Een aantal van de bovenstaande gebruiken vindt ook in andere culturen plaats.
In de Maleise wereld wordt de kurkachtige binnenbast gebruikt voor het waterdicht maken van houten boten.
Verder is de boom een van de symbolen van de Thaise provincie Samut Prakan.